# J
J, j er det tiende bogstav i det latinske alfabet. Det tilhører den gruppe af bogstaver vi kalder konsonanter.

## Andre betydninger
Tegnet J har mange betydninger:
1. Forkortelse for joule (afledt SI-enhed for energi),
2. Kendingsbogstav for biler fra Japan.
3. J var ved valg til Europaparlamentet partibogstavet for Junibevægelsen.
4. Juliet står for J i NATO's fonetiske alfabet, som bruges af bl.a. piloter.

## Bogstavnavn
Bogstavets navn er jod [jɔð] og kommer via tysk af det græske bogstavnavn iota. Bogstavet havde tidligere på dansk navnet je [je:ˀ].[kilde mangler]

## J som variant af I
Da J er opstået som en grafisk variant af I, skelnede man ikke tidligere mellem navnene på de to bogstaver. I blev brugt i begyndelsen af ord i stedet for stort J. Der er tradition for at udtale det som "I" i initialer for historiske personer, f.eks. i J.P. (Jens Peter) eller J.C. (Jens Christian). Dette gælder endnu:
- J.C. Christensen, politiker
- J.C. Jacobsen, brygger, grundlægger af Carlsberg
- J.P. Jacobsen, forfatter
- J.P. Nielsen, redaktør og folketingsmand

Derfor er der også opstået den strengt taget fejlagtige skrivning I.P. og I.C. for disse navne, f.eks. I.P. Jacobsens Plads i Thisted, I.C. Christensens Vej i Ringkøbing og I. L. Tvedes Vej i Helsingør (opkaldt efter Jens Peter Jacobsen, Jens Christian Christensen og Jens Levin Tvede). I gotisk trykskrift var der kun ét tegn for såvel I som J.